# Уокер, Эшли
Эшли Джанин Уокер (англ. Ashley Janeen Walker; род. 24 февраля 1987 года в Стоктоне, штат Калифорния, США) — американская профессиональная баскетболистка, выступавшая в женской национальной баскетбольной ассоциации. Была выбрана на драфте ВНБА 2009 года в первом раунде под общим двенадцатым номером клубом «Сиэтл Шторм». Играет на позиции тяжёлого форварда и центровой. В настоящее время выступает в чемпионате Турции за команду «Орман Генджлик».

## Ранние годы
Эшли родилась 24 февраля 1987 года в городе Стоктон (штат Калифорния) в семье Тирана и Джеки Уокер, у неё есть старший брат, Тиран, а училась она чуть южнее, в городе Модесто, в средней школе Грейс М. Дэвис, в которой играла за местную баскетбольную команду.